# Józef Bliziński

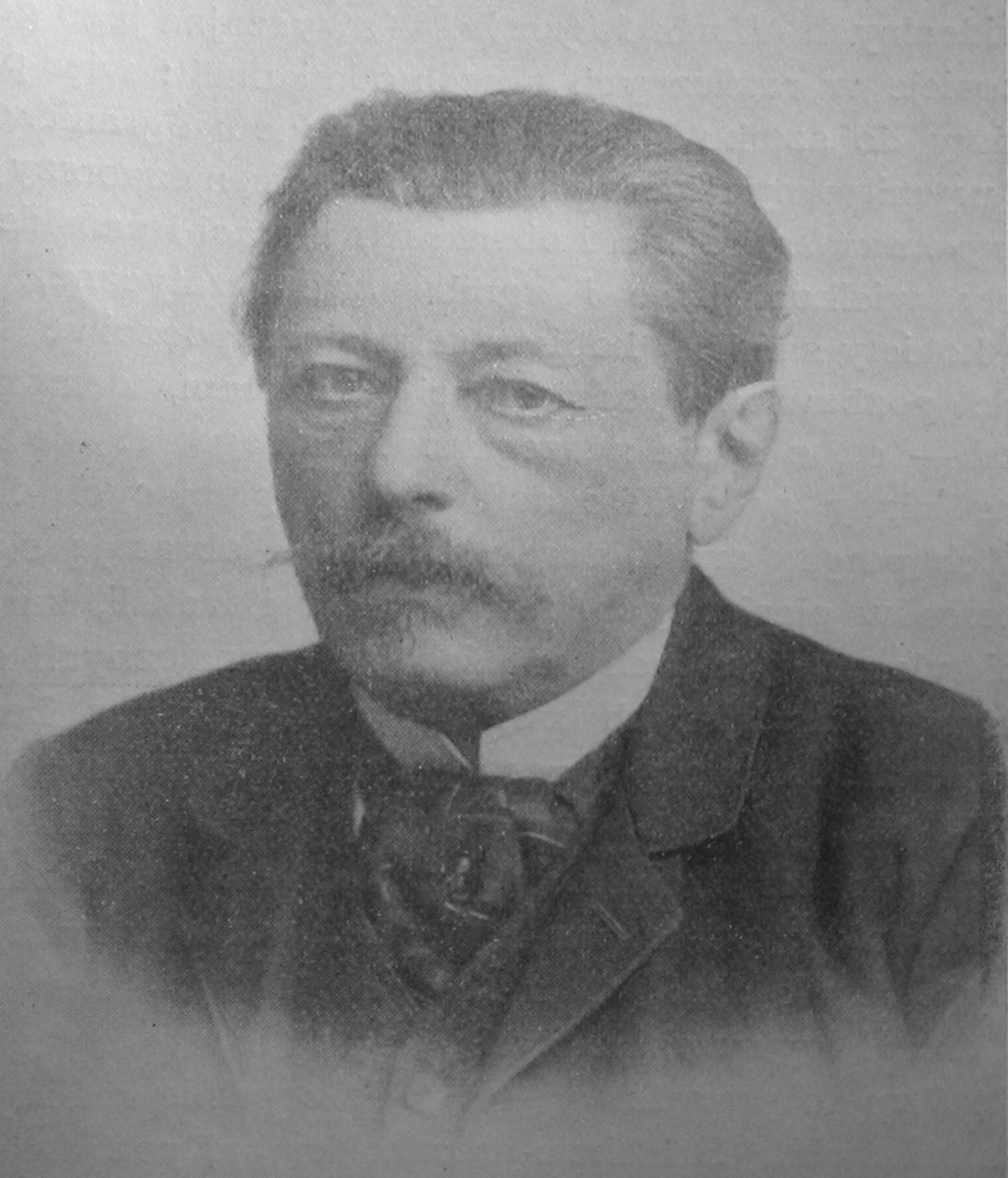
Józef Bliziński.

Józef Bliziński, född den 10 mars 1827, död den 29 april 1893, var en polsk dramatiker.
Hans kvicka komedier med motiv från den polska lantadelns liv såsom Marskavaljeren (1873), Herr Damazy (1877) med flera hade stor scenisk framgång. 
Bliziński, som var av en förmögen godsägarsläkt, framlevde, tidvis under små omständigheter, sina sista år i Kraków, sysselsatt med polsk filologi. År 1888 utgav han en skrift, riktad mot vad han såg som språkliga oarter.